# Abolqasem Naser al Molk

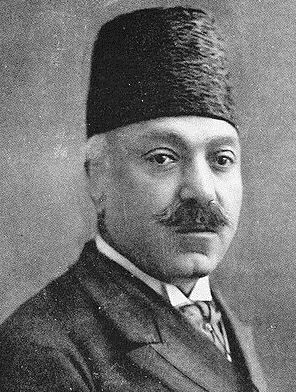
Abolqasem Naser al Molk, 1911

Abolqasem Naser al-Molk (persisch ابو القاسم ناصر الملك, DMG Abū l-Qāsim Nāṣir al-Mulk; * 1863; † 1927) war Premierminister und Regent Irans.

## Leben
Abolqasem Naser al Molk stammte aus einer Familie aus dem Westen Irans. Sein Großvater Mahmoud Khan Naser al Molk gehörte zur Schichte der Stammesführer des Qaragozlou-Stammes. Er hatte hohe Positionen am Hof von Naser al-Din Schah inne und begleitete 1878 Naer al-Din Schah auf seiner zweiten Europareise in der Funktion eines Außenministers. Der Großvater nahm auf diese Reise seine Enkelsohn Abolqasem mit. Der junge Abolqasem blieb in England und besuchte dort von 1879 bis 1882 das renommierte Oxforder Balliol College. Zu seinen Klassenkameraden zählten Edward Grey, der spätere britische Außenminister, und Cecil Spring-Rice, später britischer Botschafter in Teheran und Washington.
Nach seiner Rückkehr nach Iran wurde er Dolmetscher für Naser al-Din Schah. Nach dem Tod seines Großvaters erbte er dessen Titel „Naser al Molk“. Er war zunächst Finanzminister, dann Gouverneur und in der Zeit der Konstitutionellen Revolution während der Regentschaft von Mohammed Ali Schah im Jahr 1907 für kurze Zeit Premierminister. Auf Druck einiger Parlamentarier gab Naser al Molk sein Amt als Premierminister allerdings wieder auf. Da er es versäumte, vor seinem Rücktritt Mohammed Ali Schah um dessen Erlaubnis zu bitten, ließ dieser ihn kurzerhand verhaften. Naser al Molk kam erst nach einer Intervention des britischen Botschafters wieder aus dem Gefängnis frei. Da er sein Leben bedroht sah, floh Naser al Molk umgehend nach England.
Naser al Molk kehrte erst nach dem Sturz Mohammed Ali Schahs im Sommer 1909 wieder nach Iran zurück. Ali Reza Khan Azod al Molk wurde als Regent für den noch nicht volljährigen Ahmad Schah eingesetzt, während Naser al Molk das Amt des Premierministers übernahm.
Nach dem Tod des über achtzigjährigen Ali Reza Azod al Molk wurde Abolqasem Naser al Molk Regent für Ahmad Schah. Die Mehrheit der Abgeordneten hätte Hassan Mostofi als Regenten vorgezogen, fand sich dann aber doch mit Naser al Molk ab. Dieser übte das Amt bis zur Volljährigkeit von Ahmad Schah im Jahr 1914 aus.
Im Jahr 1915 verließ Naser al Molk Iran und lebte bis zu seinem Tod in England. Im Jahr 1919 trat er noch einmal als Berater von Lord Curzon bei der Abfassung des Anglo-iranischen Vertrages von 1919 politisch in Erscheinung.
Abolqasem Naser al Molk starb im Jahr 1927 im Alter von 64 Jahren.